# Hanna Djablo
Hanna Wolodymyriwna Djablo (ukrainisch Ганна Володимирівна Дябло, meist in englischer Transkription englisch Anna Diablo; * 21. Januar 2001) ist eine ukrainische Handballspielerin, die sowohl im Hallen- wie im Beachhandball ukrainische Nationalspielerin ist.
Djablo lebte bis zum Russischen Überfall auf die Ukraine 2022 in Cherson.

## Hallenhandball
Hanna Djablo wurde an der Handball-Akademie von Konotop ausgebildet.
Djablo spielte für HK Dniprjanka Cherson. 2019 wurde sie mit der Mannschaft Meisterschaftsdritte, 2022 lag sie mit ihrer Mannschaft bis zum Abbruch der Saison aufgrund des russischen Überfalls auf klarem Vizemeisterkurs. Mit 187 Toren war sie in der Saison 2020/21 die beste Torschützin der ersten ukrainischen Liga. Nach der Einstellung des Spielbetriebs wechselte die aus der Stadt geflüchtete Djablo zu Ruch Chorzów in Polen.
Mit der ukrainischen Nachwuchs-Nationalmannschaft belegte Djablo 2017 beim Championship-Turnier (U17) in Litauen den sechsten Rang und scheiterte mit der U19 in der Qualifikation zur U-19-Handball-Europameisterschaft der Frauen 2017 Beim EHF Championship 2019 gewann sie mit der U19 in Warna die Bronzemedaille und war mit 58 erzielten Toren die Top-Torschützin des Turniers.
Ihr Debüt in der A-Nationalmannschaft der Frauen gab Djablo 2018 und scheiterte in dem Jahr mit ihrer Mannschaft an der Qualifikation zur Europameisterschaft. Bei der Qualifikation für die Weltmeisterschaft 2019 scheiterte sie mit der Ukraine in der ersten Qualifikationsphase ebenso wie zur EM 2020 und Weltmeisterschaft 2021 jeweils in der zweiten Qualifikationsphase.

## Beachhandball
Seit 2016 vertritt Djablo die Ukraine auch im Beachhandball, zunächst mit der Nachwuchs-Nationalmannschaft. In Nazaré belegte sie bei den U16-Europameisterschaften den 16. und damit letzten Rang. Ein Jahr später (U17) verbesserte sie sich mit ihrer Mannschaft in Zagreb auf den neunten Rang. 2018 (U18) schließlich hatte Djablo sich mit ihrer Mannschaft in der oberen Hälfte der teilnehmenden Mannschaften etabliert und belegte in Ulcinj Rang sieben. Mit 56 erzielten Punkten war sie die beste Torschützin des Turniers.

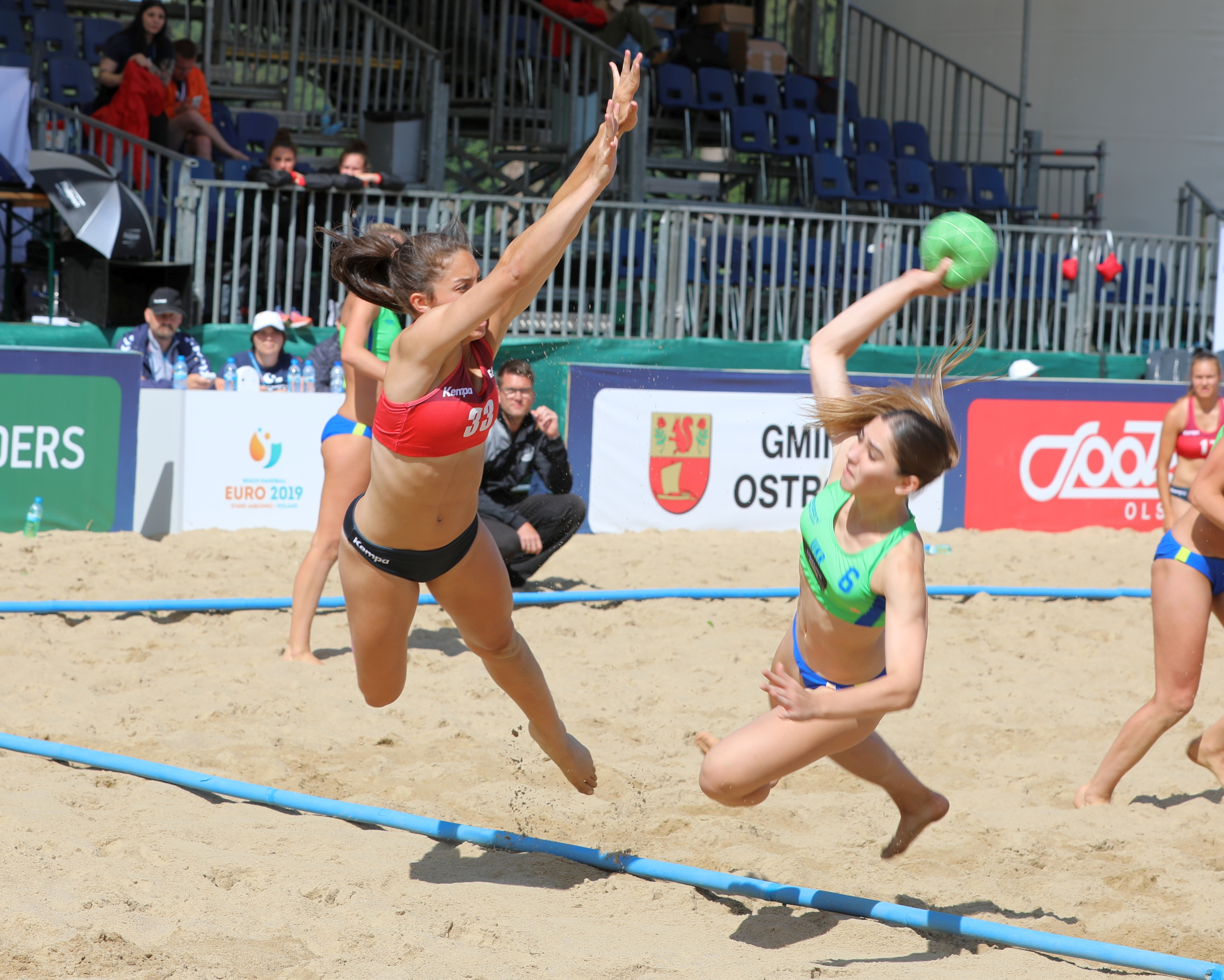
Djablo (grün) beim Torwurf im Spiel gegen Deutschland bei der EM 2019; hier gegen Lucie-Marie Kretzschmar (rot)

Ab 2019 gehörte Djablo der A-Nationalmannschaft an. In Stare Jabłonki wurden die Europameisterschaften zum ersten internationalen Turnier. Die Ukraine spielte ein gutes Turnier, in ihrer Vorrundengruppe lagen nur die späteren Europameisterinnen aus Dänemark vor ihnen, geschlagen wurden unter anderem Deutschland und Russland. Nicht ganz so gut verlief die Zwischenrunde, die Ukraine konnte sich dennoch als Tabellenvierte Mannschaft für das Viertelfinale qualifizieren, wo man jedoch gegen Kroatien ausschied. Nach Niederlagen gegen Norwegen und die amtierenden Weltmeister aus Griechenland schloss die Ukraine das Turnier auf dem achten Platz ab. Schwächer verliefen die Europameisterschaften 2021 in Warna. Hier verpasste Djablo nach Rang vier in der Vorrundengruppe mit der Ukraine schon den Sprung in die Hauptrunde. In der Trostrunde setzte sich die Mannschaft ohne Niederlage an die Spitze, unterlag aber im entscheidenden Platzierungsspiel um Rang 13 der Mannschaft aus Italien.
Mit dem EHF Championship 2022 wurde erstmals eine Vorqualifikation für die EM 2023 ausgespielt. Beim Turnier in Prag konnte die Ukraine sich als sechstplatzierte Mannschaft sicher für die Endrunde qualifizieren. Mit 49 erzielten Punkten war Djablo punktgleich mit Renáta Csiki hinter Vanessa Djiogap und vor Clarisse Wild und Anja Vida Lukšić zweitbeste Scorerin des Turniers.

## Erfolge
| Halle EHF Championship - 2017 (U17): 6. - 2019 (U19): 3. Ukrainische Meisterschaft - 2019: 3. | Beach Europameisterschaften - 2019: 8. - 2021: 14. Junioren-Europameisterschaften - 2016 (U16): 16. - 2017 (U17): 9. - 2018 (U18): 7. | Individuell Torschützenkönigin - Ukrainischen Meisterschaft: 2021 - Beachhandball-Junioreneuropameisterschaften: 2018 |